# Hjælme
Hjælme (Ammophila) er en slægt af græsser, som er udbredt i Europa og Nordamerika. Det er tuedannende, kraftige græsser med sammenrullede, blågrønne blade. Her omtales kun de ene arter, som er vildtvoksende i Danmark.
Hjælme har en klitdannelsesfremmende egenskab, idet de har en særlig evne til at bevare det læ, der er forudsætningen for dannelse af klitter.
| Arter |

- Sandhjælme (Ammophila arenaria)